# Eclogit

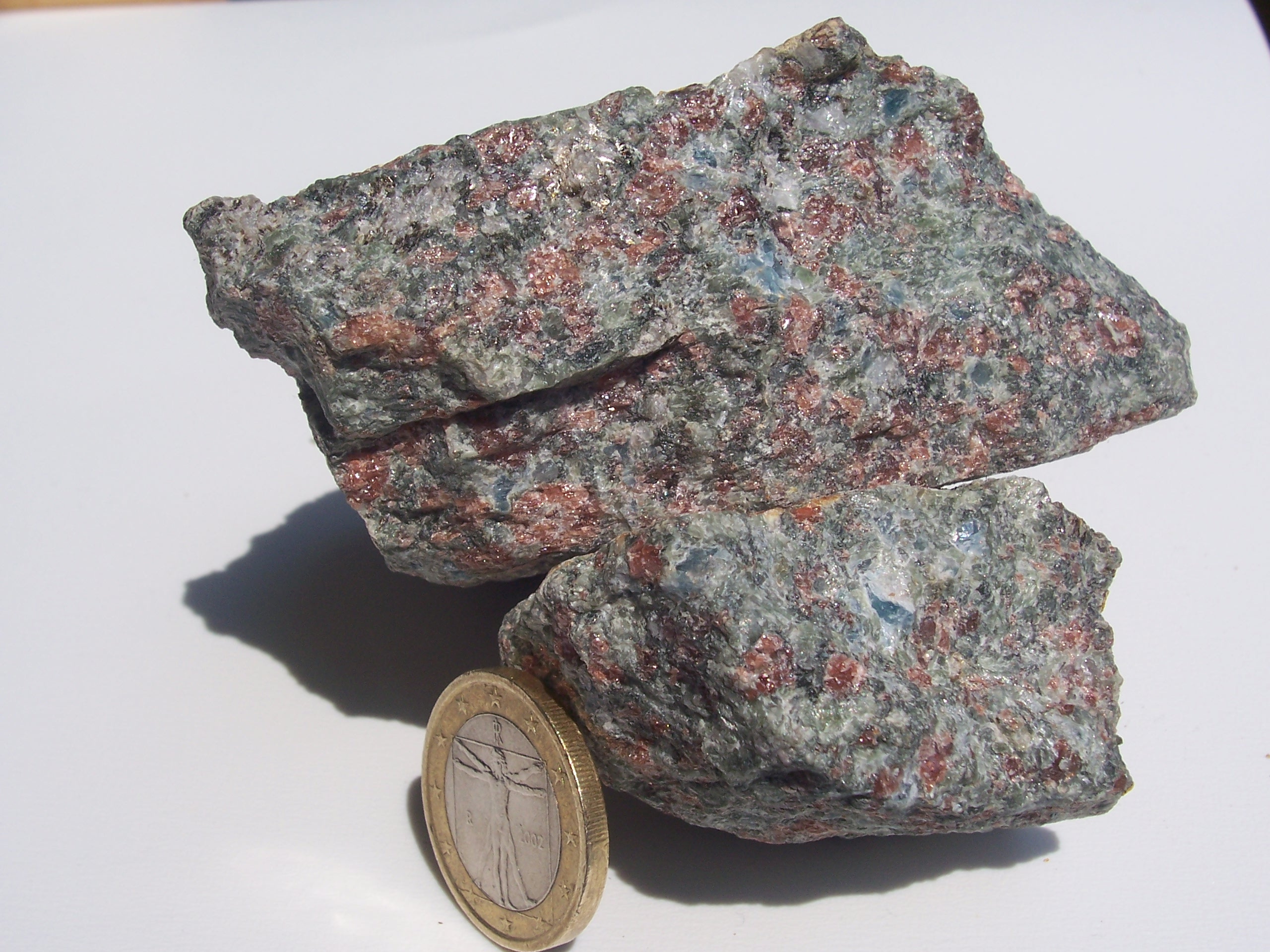
Mảnh eclogit với granat (đỏ) và chất nền omphacit (lục ánh xám). Các tinh thể màu thiên thanh là kyanit. Thạch anh màu trắng cũng có mặt, có lẽ là từ tái kết tinh coesit. Một vài vệt phengit màu trắng-vàng có thể thấy ở phần đỉnh. Đồng xu đường kính 23 mm được thêm vào để so sánh.

Eclogit (còn gọi là đá lựu huy, là tên ghép từ đá thạch lựu = granat và đá lục huy = omphacit) là đá biến chất hình thành khi đá hỏa sinh mafic chịu áp suất cao. Theo định nghĩa của IUGS thì eclogit không có plagioclase, chứa từ 75% thể tích trở lên là omphacit (Na-Ca-Al-Mg clinopyroxen) và granat (thường là pyrop hay almandin giàu magnesi). Cả hai thành phần đều phải có và không thành phần nào vượt quá 75% thể tích.
Eclogit hình thành ở áp suất lớn hơn áp suất điển hình của lớp vỏ Trái Đất. Là loại đá đặc sít bất thường, eclogit có thể có vai trò quan trọng trong sự truyền động đối lưu bên trong phần rắn của Trái Đất.
Đá tươi mới có thể có bề ngoài nổi bật, với granat màu đỏ đến hồng (almandin-pyrop) trong chất nền màu xanh lục của pyroxen giàu natri (như omphacit). Các khoáng vật phụ sinh bao gồm kyanit, rutil, thạch anh, lawsonit, coesit, amphibol, phengit, paragonit, zoisit, dolomit, corundum và đôi khi có cả kim cương. Plagioclase là không bền trong eclogit.

## Từ nguyên
Eclogit có nguồn gốc từ tiếng Pháp éclogite. Từ này có nguồn gốc từ tiếng Hy Lạp ἐκλογή (eklogḗ, nghĩa là "lựa chọn" – để nói tới sự lựa chọn khoáng vật tạo thành loại đá này), được tu sĩ kiêm nhà khoáng vật học người Pháp là René Just Haüy (1743-1822) đặt ra năm 1822.

## Các loại eclogit
Địa điểm điển hình của eclogit nằm gần Kupplerbrunn (thị trấn Eberstein, bang Kärnten, Áo).
Theo dòng lịch sử, Pentti Eskola (1883-1964) định nghĩa các tướng đá biến chất là đá phát sinh từ đá nguyên thủy bản chất base (là đá trước khi biến chất chứa dưới 53% silica và giàu sắt-magie). Ban đầu tên gọi eclogit được dành cho các loại đá có bản chất base nhưng do sự lạm dụng ngôn ngữ nên thuật ngữ eclogit được dùng để chỉ các tướng đá eclogit và vì thế eclogit có thể có bản chất axit (chứa trên 53% silica) hoặc base.
Eclogit base bao gồm omphacit và granat (hỗn hợp của almandin, grossular và pyrop). Omphacit là dung dịch rắn giữa hai cực sau: jadeit (một loại clinopyroxen natri) và diopside (một loại clinopyroxen của calci).
Eclogit axit bao gồm granat, mica trắng khá phổ biến (như phengit, paragonit). Nó cũng có thể chứa talc.
Các eclogit cũng có thể chứa kyanit dưới dạng các vệt nhỏ màu ánh hồng, rutil dưới dạng các hạt nhỏ màu đỏ tươi (nếu mỏng) hoặc nâu (nếu dày). Tại điểm tiếp xúc có thể có giữa amphibol magnesi và kyanit thì một loại khoáng vật mica rất hiếm là preiswerkit có thể hình thành.

## Chu trình áp suất, nhiệt độ và thời gian

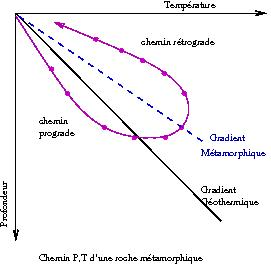
Chu trình P, T của đá biến chất.

## Tầm quan trọng của eclogit

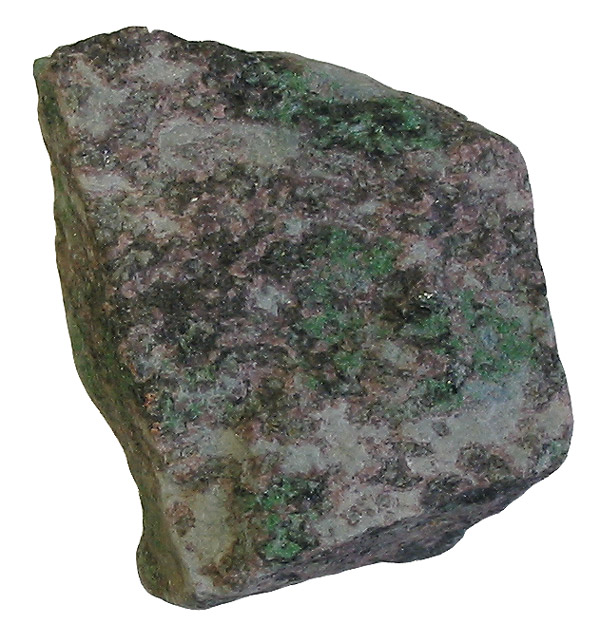
Eclogit.

## Phân bố

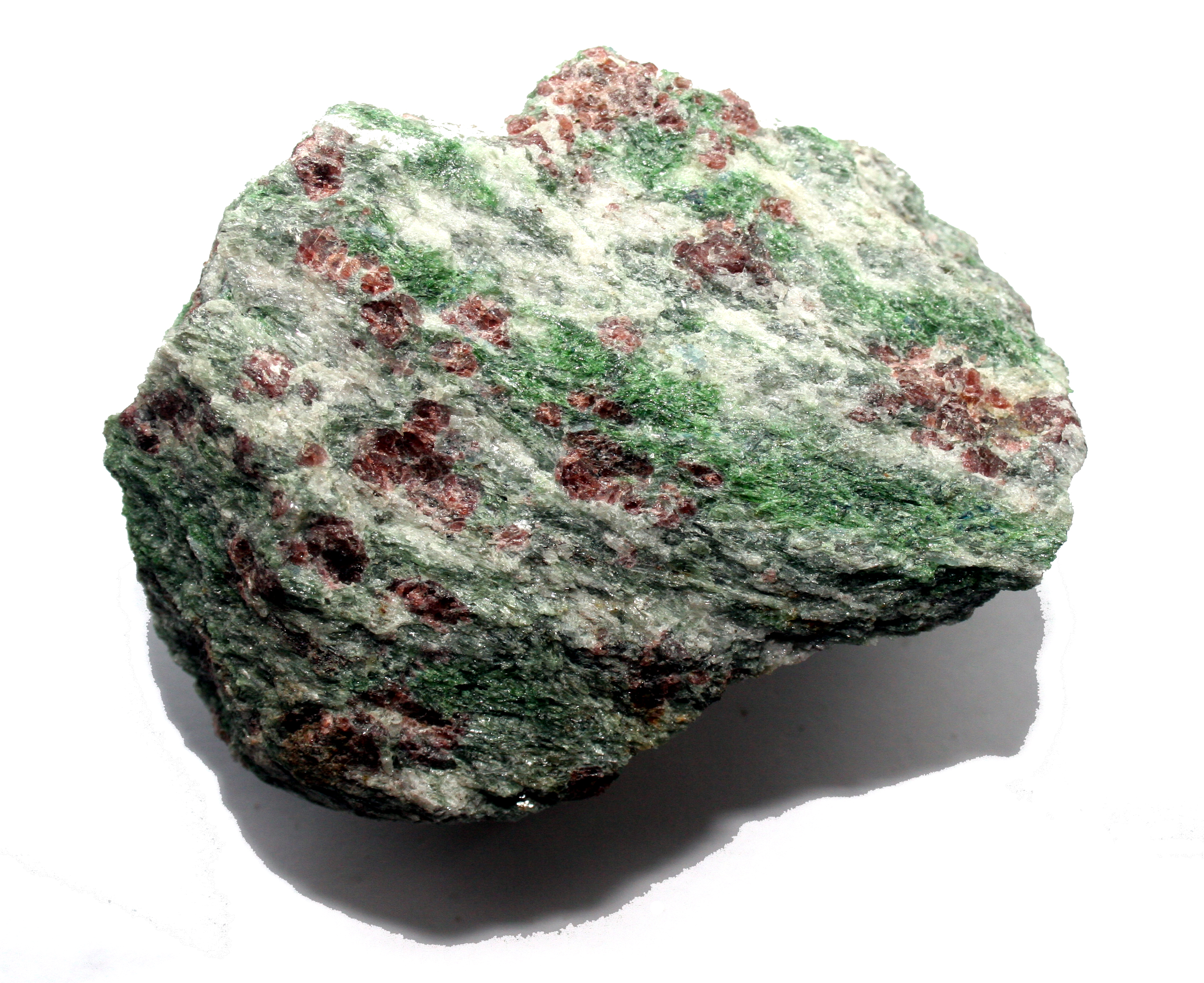
Eclogit từ Almenning, Na Uy. Khoáng vật màu nâu đỏ là granat, màu xanh lục là omphacit và thạch anh màu trắng.

## Hình ảnh

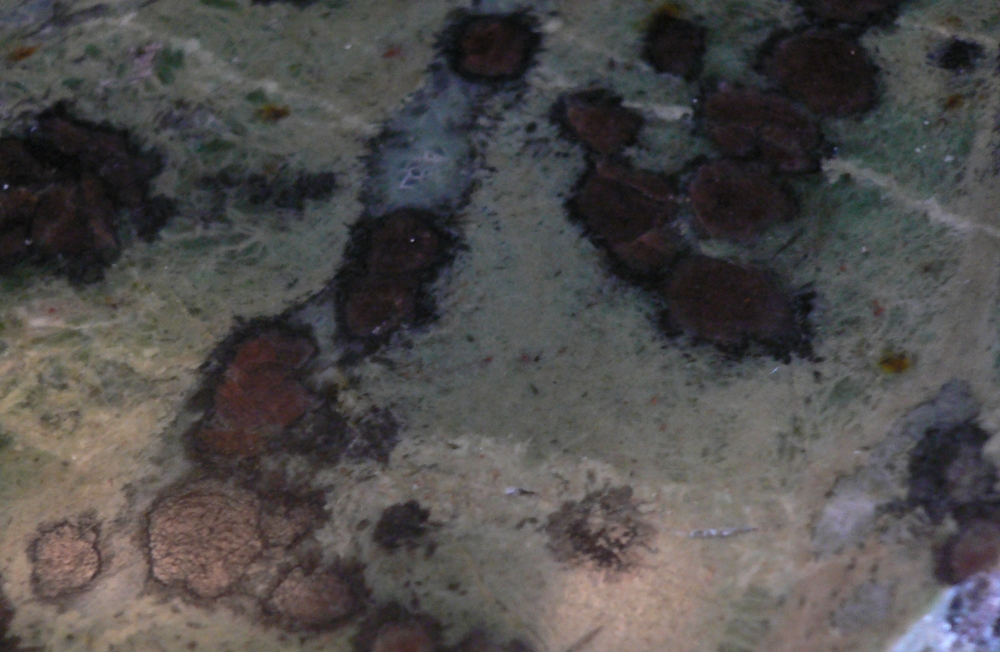
Eclogit base
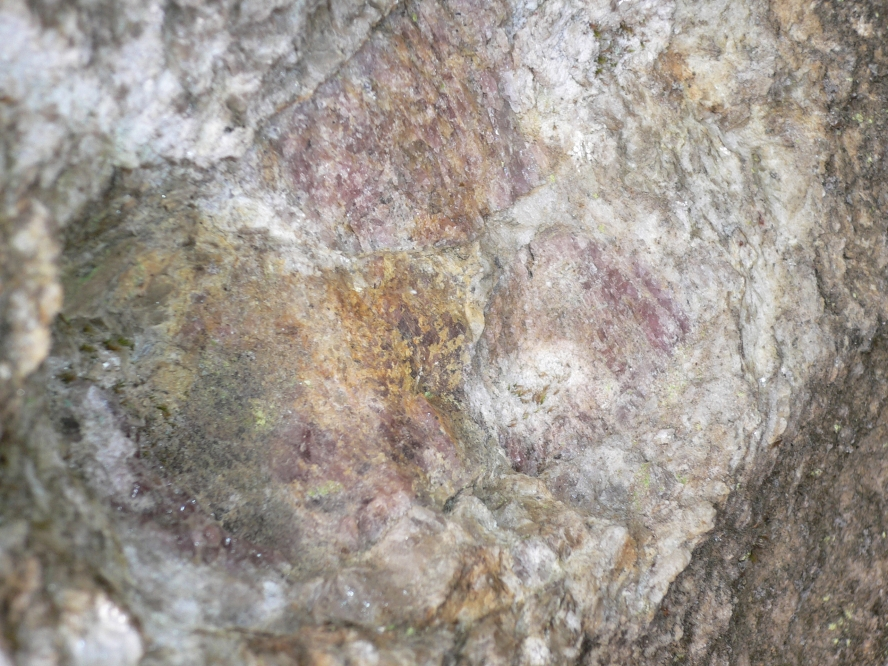
Eclogit axit
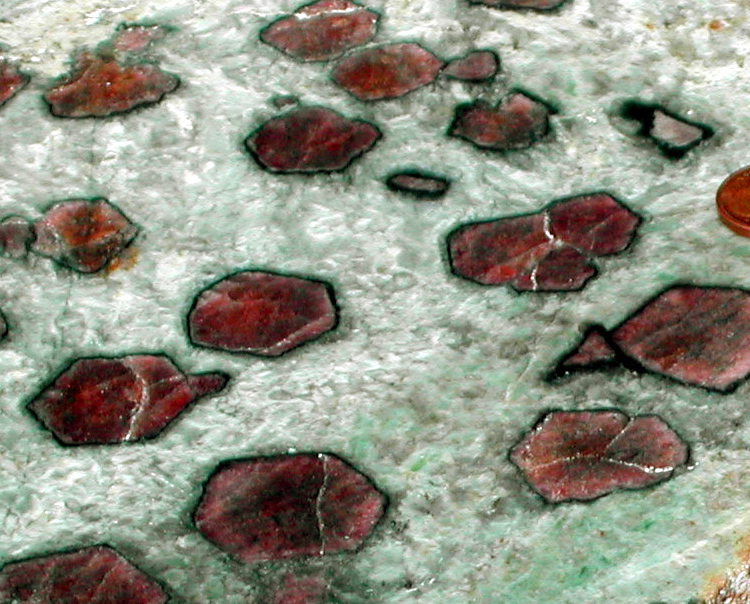
Eclogite thu thập tại Compointrie, Loire-Atlantique, Pháp.
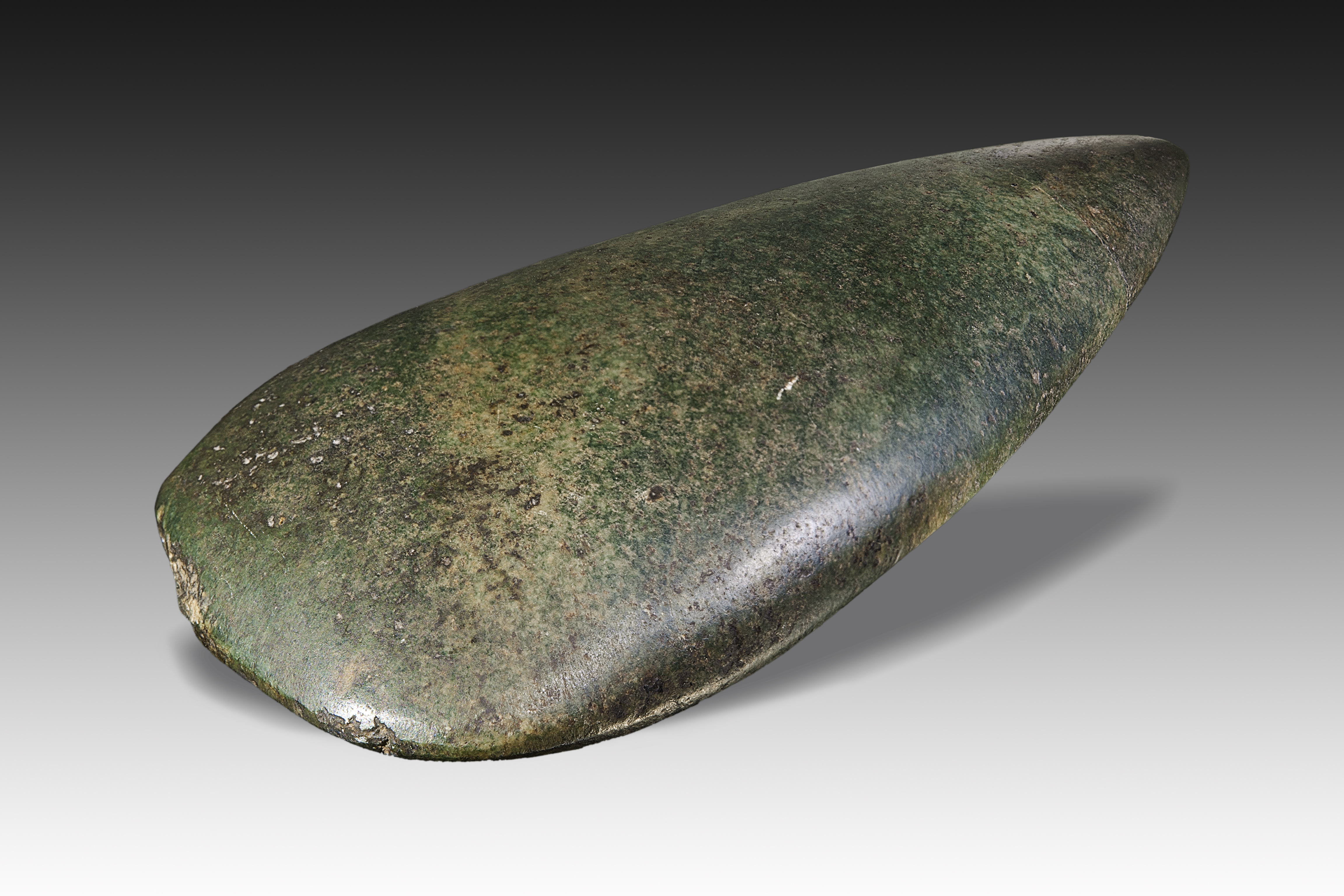
Rìu thời đại đồ đá mới làm từ eclogit, Bảo tàng Toulouse.